# Jazzmun
Jazzmun (San Diego (Californië), 10 februari 1969), geboren als Nichola Dion Crayton, is een Amerikaans acteur en optreder in nachtclubs, hij speelt voornamelijk rollen als dragqueen.
Jazzmun speelde in 1994 zijn eerste rol in de televisieserie Roseanne. Hierna speelde hij nog meerdere rollen in televisieseries en films zoals The John Larroquette Show (1994-1995), HellBent (2004) en The 40 Year Old Virgin (2005).

## Filmografie

### Films
Uitgezonderd korte films.
- 2021: Just Swipe - als Monica
- 2010: Miss Nobody – als Snooks
- 2006: Puff, Puff, Pass – als Lisa
- 2006: Wristcutters: A Love Story – als travestiet
- 2005: The 40 Year Old Virgin – als prostituee
- 2004: HellBent – als Black Pepper
- 2000: Punks – als Chris / Crystal
- 1999: The Big Brass Ring – als Little John John
- 1999: Blast from the Past – als voetganger
- 1998: Rough Draft – als danser

### Televisieseries
Uitgezonderd eenmalige gastrollen.
- 2007: Big Shots – als Dontrelle – 3 afl.
- 1996-1997: NYPD Blue – als Peaches – 2 afl.
- 1994-1995: The John Larroquette Show – als Pat – 10 afl.